# Пивоварня Фортуна

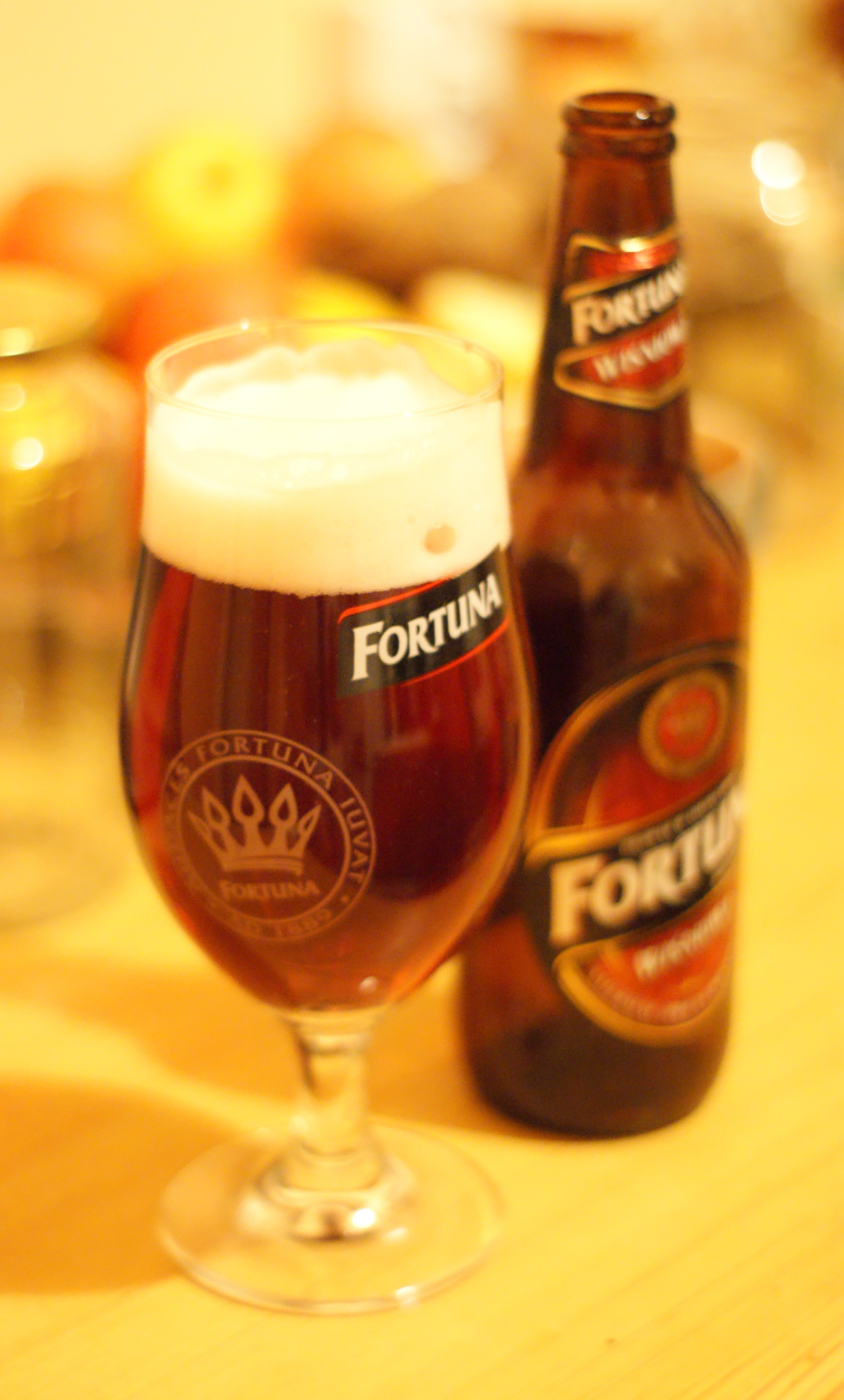
Фірмовий кухоль пивоварні з пивом Fortuna Wiśniowa

Пивоварня Фортуна — пивоварня в Мілославі. Завод є членом Асоціації регіональних польських пивоварень.

## Історія

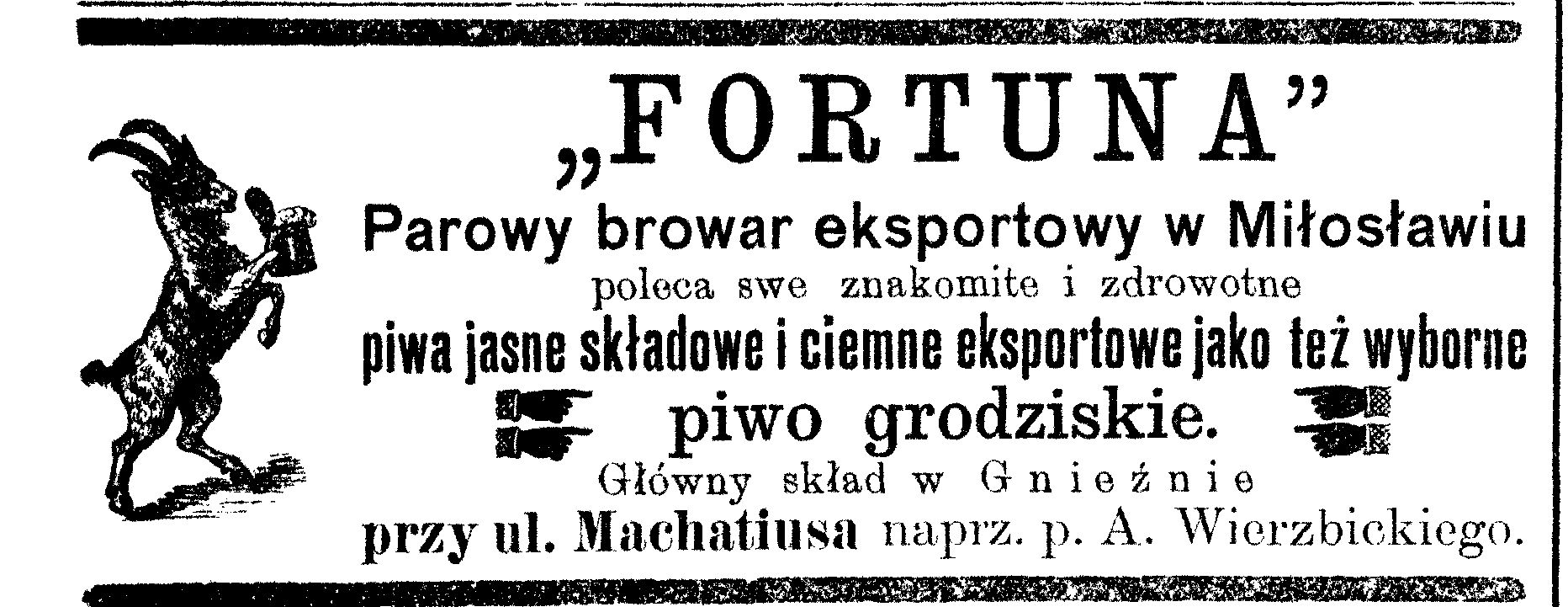
Реклама магазину фірми "Гнєзно", 1897 р

Парова пивоварня Фортуна в Мілославі була заснована в 1889 році з ініціативи місцевого підприємця Владислава Рабського. У той час вона була одним із численних починань поляків у Познанській губернії, які боролися проти германізації промисловості у Великопольщі. У 1899 році на аукціоні пивоварню придбав Стефан Гольч. У 1904 році власником заводу став відомий підприємець Антоні Духовський. У 1939 році завод опинився під управлінням Німеччини. Після Другої світової війни пивоварня була націоналізована. До 90-х років ХХ століття належала до Lech Browary Wielkopolski. У 1995 році пивоварню було відновлено спадкоємцями довоєнних власників. Після дворічного ремонту в 1997 році завод відновив роботу. У тому ж році було створено товариство з обмеженою відповідальністю «Пивоварня Фортуна» (пол. Browar Fortuna Sp. z o.o — Spółka z ograniczoną odpowidzielanością). 
У 2006 році пиво Фортуна Чорне, що виробляється на пивоварні, було внесено Міністерством сільського господарства та розвитку села до переліку традиційних польських продуктів. 
У 2011 році Пивоварню Фортуна придбала компанія IBG, яка в 2013 році також придбала пивоварню в Гродзіську, а в 2015 році пивоварню в Тшемешно. 

## Характеристики
Пивоварня Фортуна спеціалізується на виробництві темного ароматизованого пива під назвою «Фортуна» (Чорне з екстрактом горіхового кола, Вишневе з додаванням вишневого соку та Медове з додаванням натурального меду) та пастеризованого низового бродіння типу лагерного пива під назвою Miłosław, що вариться з використанням традиційних, відкритих чанів. 
У серпні 2012 року пиво Мілослав Козляк виграло Гран-прі Красноставських Хмільників, в якому взяли участь 160 пив з 29 пивоварних заводів. 
У 2008–2010 роках Пивоварня Фортуна також випустила пиво від мережі магазинів бенедиктинського ордену. 

## Пивні марки

### виробляються
- Miłosław Bezalkoholowe IPA — безалкогольне пиво типу India Pale Ale
- Miłosław Blond Ale
- Miłosław Koźlak — козляк
- Miłosław Marcowe — березневе пиво
- Miłosław Niefiltrowane
- Miłosław Pilzner — світне пілзненське пиво
- Miłosław Pszeniczne — темне пшеничне пиво
- Miłosław Witbier — пшеничне пиво бельгійського типу
- Fortuna Czarne — темне підсолоджене пиво
- Fortuna Czarne Whisky Wood
- Fortuna Kwaśna Pigwa
- Fortuna Miodowe Ciemne
- Fortuna Mirabelka
- Fortuna Rabarbar
- Fortuna Śliwkowa — пиво з додаванням натурального соку зі слив
- Fortuna Whisky Wood
- Fortuna Wiśniowa — пиво з додаванням натурального соку з вишні
- Komes Barley Wine — пиво типу Barley Wine
- Komes Belgian IPA
- Komes Poczwórny Bursztynowy — пиво типу Quadrupel
- Komes Podwójny — пиво типу Dubbel
- Komes Porter Bałtycki — балтійський портер
- Komes Porter Bałtycki Sherry Oloroso
- Komes Porter Malinowy
- Komes Porter Płatki Dębowe
- Komes Potrójny Złoty — пиво типу Tripel
- Komes Russian Imperial Stout

### спеціальні видання
- Fortunatus — Barley Wine на диких дріжджах, витриманих у бочках з червоним вином[3]
- Miłosław American Witbier
- Miłosław Black IPA z Yuzu
- Miłosław Borowikowe Ale
- Miłosław Dymione Brown Ale
- Miłosław Klonowy Milk Stout
- Miłosław Single Hop Saison IPA
- Miłosław Sosnowe APA
- Miłosław Weizenbock z Cascarą
- Miłosław Żytnie Session IPA

### вилучено
- Czarny Smok — темне пиво
- Czerwony Smok — темне пиво
- Srebrny Smok — світле пілзненське пиво
- Złoty Smok — березневе пиво
- Gnieźnieńskie Mocny Pils — класичне повне світле пиво

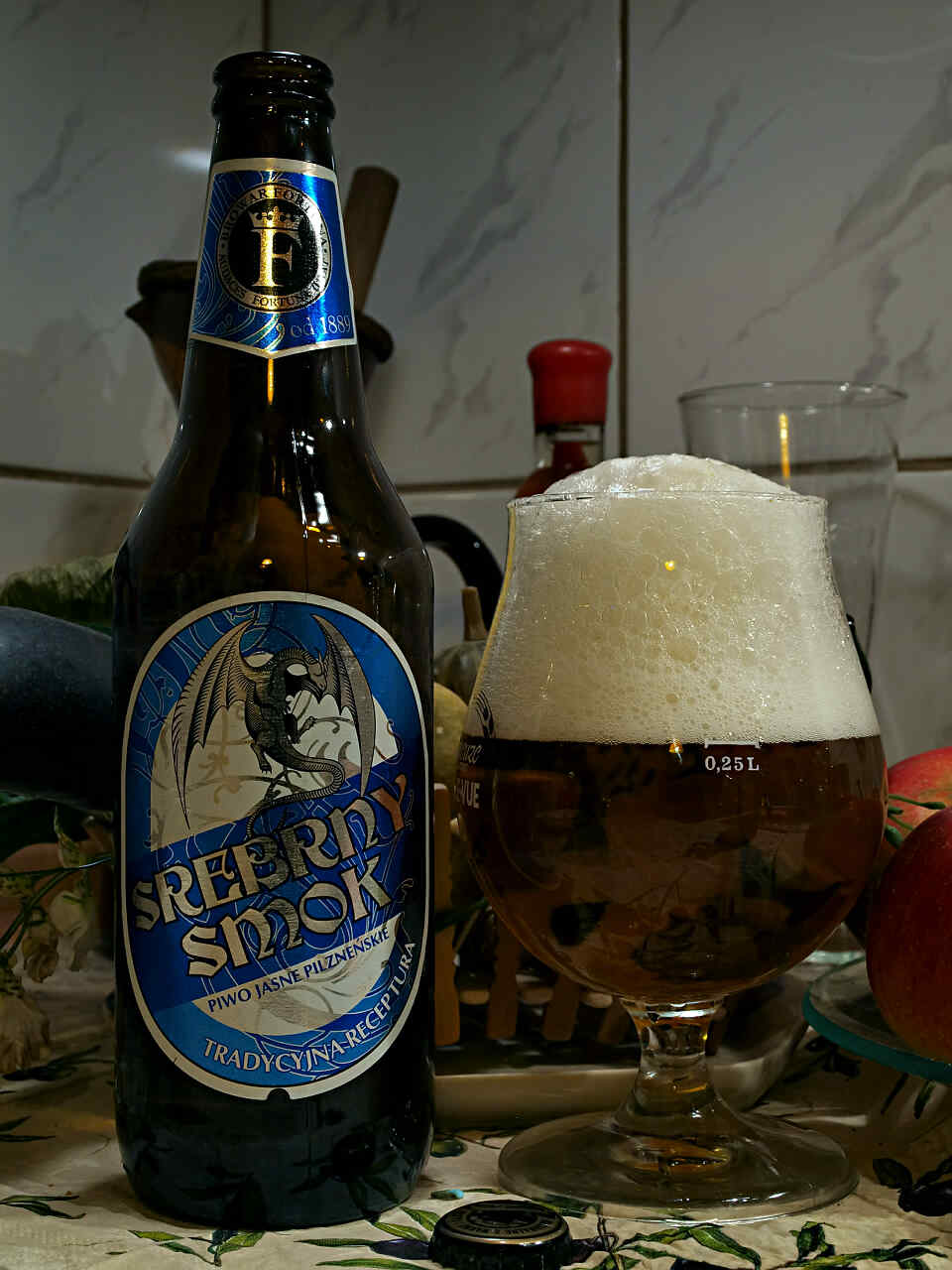
Srebrny Smok
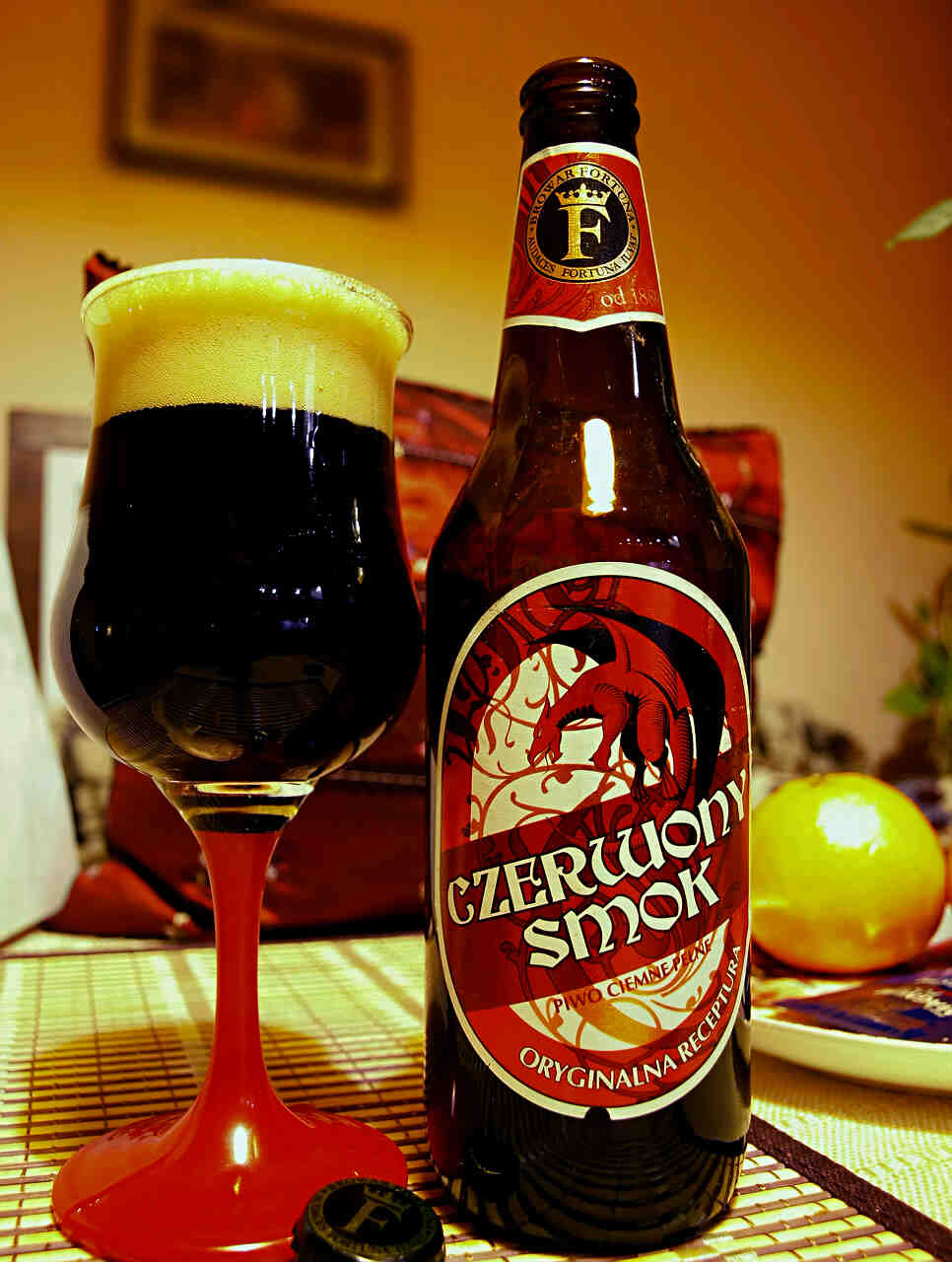
Czerwony Smok
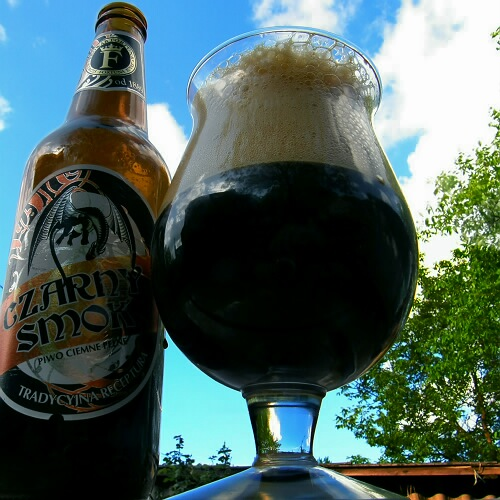
Czarny Smok
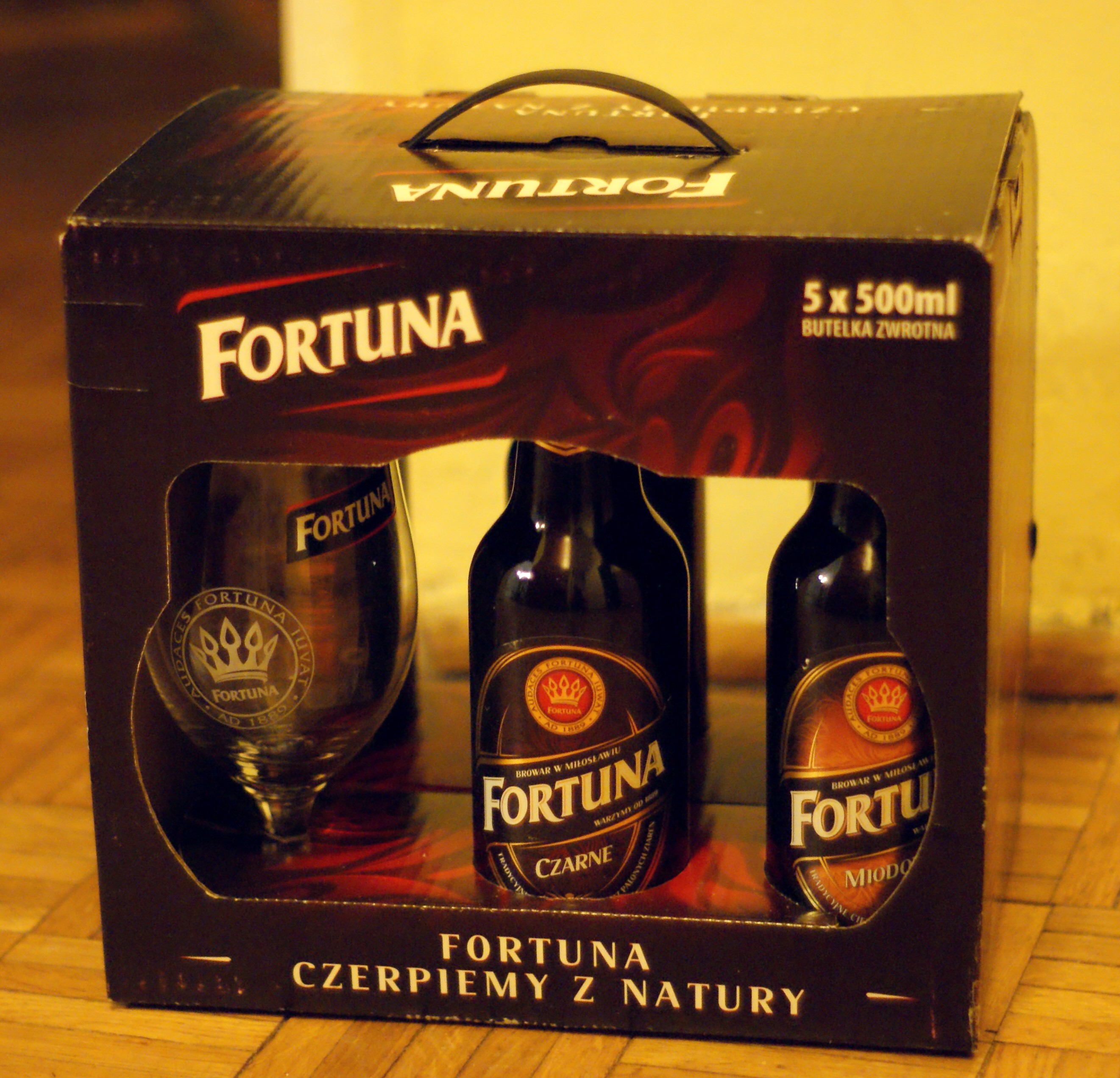
рекламний набір (Fortuna Czarne, Fortuna Czarne Miodowe, Fortuna Wiśniowa та фірмовий кухоль)